# Scotts Bluff megye
Scotts Bluff megye az Amerikai Egyesült Államokban, azon belül Nebraska államban található. Megyeszékhelye Gering, legnagyobb városa Scottsbluff. Lakosainak száma 36 084 fő (2020. április 1.). Scotts Bluff megye Sioux, Banner, Box Butte, Morrill és Goshen megyékkel határos.

## Népesség
A megye népességének változása:
| Lakosok száma | 37 062 | 36 920 | 36 908 | 36 848 | 36 261 | 36 084 |
|               | 2010   | 2011   | 2012   | 2013   | 2015   | 2020   |